# فخري تركمان
فخري فهد موسى تركمان فلسطيني شغل منصب وزير وزارة الشؤون الاجتماعية الفلسطينية ضمن حكومة إسماعيل هنية الأولى في الفترة الممتدة بين 27 مارس 2006 و17 مارس 2007.